# (16779) Mittelman
(16779) Mittelman est un astéroïde de la ceinture principale.

## Description
(16779) Mittelman est un astéroïde de la ceinture principale. Il fut découvert le 30 novembre 1996 à Sudbury (Massachusetts) par Dennis di Cicco. Il présente une orbite caractérisée par un demi-grand axe de 2,69 UA, une excentricité de 0,20 et une inclinaison de 11,9° par rapport à l'écliptique.